# ديبرا بابتيست إسترادا
ديبرا بابتيست إسترادا (بالإنجليزية: Debra Baptist-Estrada)‏ هي رائدة الميناء في إدارة الهجرة والجنسية في دولة بليز، عقدت في تلك المهنة لمدة 20 عاماً. وفي عام 2015 تعاونت مع المسؤولين الأمريكيين في وقف تهريب الأشخاص والمخدرات إلى أوروبا وأمريكا. وقد انتقلت إلى الحدود الشمالية في بليز عام 2016، وهناك قامت بتنفيذ قوانين الهجرة التي قد انتهت منذ فترة طويلة، وفي عام 2016 حصلت على جائزة أشجع امرأة دولية.